# Hubert Ermisch (Architekt)

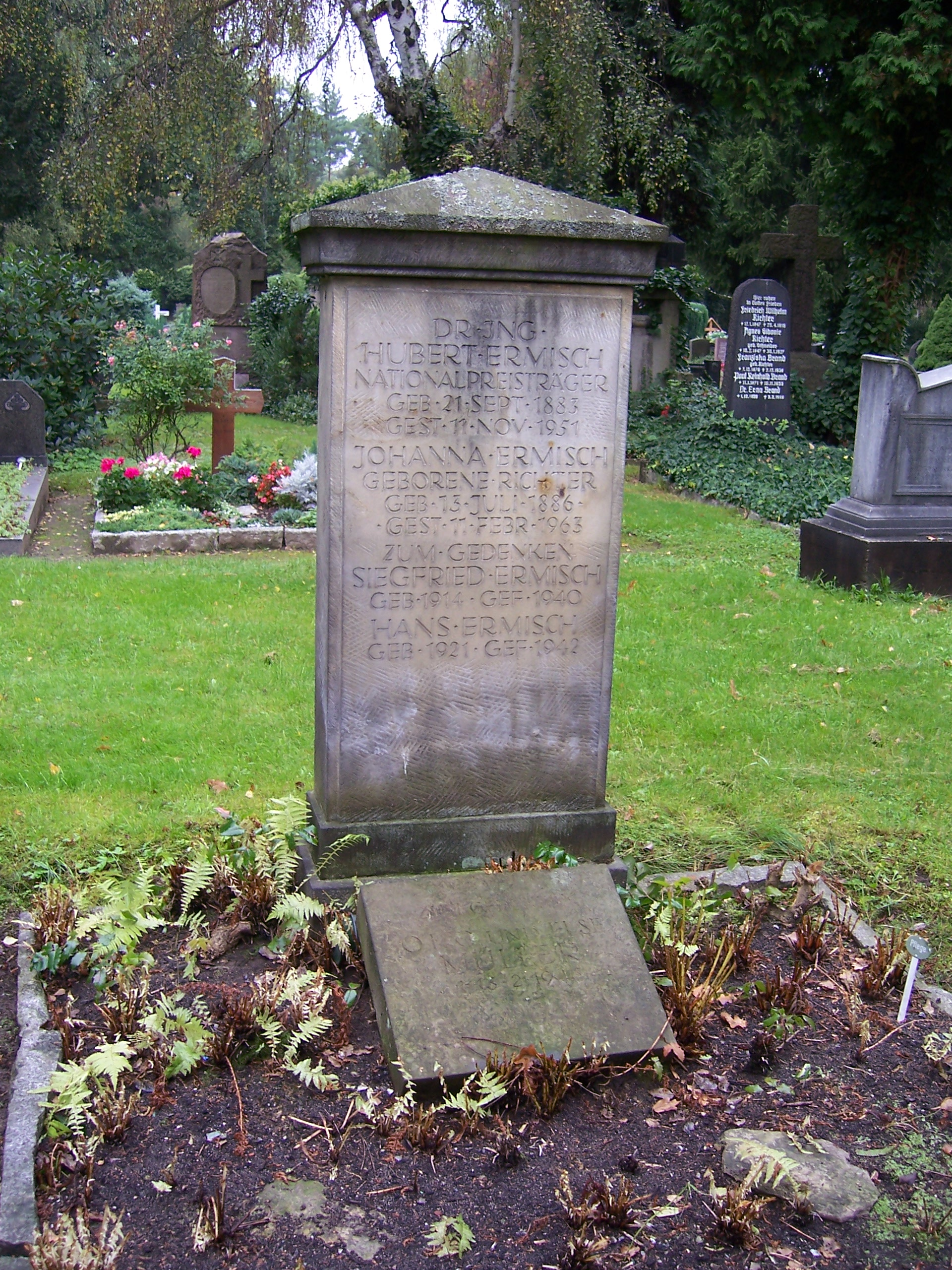
Grab von Hubert Georg Ermisch auf dem Johannisfriedhof in Dresden.

Hubert Georg Ermisch (* 21. September 1883 in Dresden; † 11. November 1951 ebenda) war ein deutscher Architekt. Er „gilt als Erretter des Dresdner Zwingers“.

## Leben
Der Sohn des Archivars Hubert Maximilian Ermisch besuchte das Königliche Gymnasium zu Dresden-Neustadt und studierte von 1904 bis 1907 an den Technischen Hochschulen Dresden und München. 1915 wurde er mit einer Arbeit über sächsische Rathäuser promoviert.
Ermisch wurde zum Regierungsbaurat ernannt und arbeitete zunächst im Landbauamt Bautzen. Später leitete er in Leipzig den Bau der Tierärztlichen Fakultät der Universität Leipzig und den Umbau der Frauenklinik und der Universitätsbibliothek.

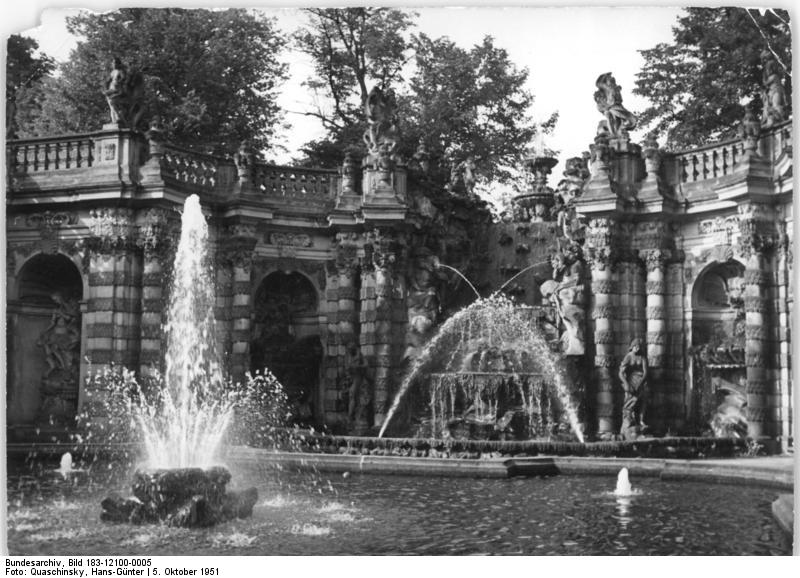
Von Ermisch restauriertes Nymphenbad 1951

Als erster Leiter der Zwingerbauhütte restaurierte er in der Zeit von 1924 bis 1936 den Dresdner Zwinger, nachdem dieser 1813 durch die Schlacht von Dresden und 1849 während des Dresdner Maiaufstands in Mitleidenschaft gezogen worden war und die bis dahin vorgenommenen Behelfsreparaturen dem Sandstein des Zwingers mehr geschadet als genützt hatten. Dabei arbeitete Ermisch mit Georg Wrba zusammen, der für die bildhauerischen Arbeiten zuständig war. Sie gestalteten das Zwingerareal wieder im Stil des Augusteischen Zeitalters. Unter anderem wurden die Treppen und Brunnen im Wallpavillon und das Nymphenbad restauriert.
Ermisch restaurierte parallel zu den Zwingerrekonstruktionen die Semper’schen Malereien im Japanischen Palais zu Dresden in der Zeit von 1927 bis 1935. Nach 1945 wurde Ermisch wiederum als Leiter für den Wiederaufbau des Dresdner Zwingers aktiv. Bis zu seinem Tod konnten das Kronentor und die Langgalerien des Zwingers wiederhergestellt werden. Er verfasste mehrere Werke über den Zwinger, das Japanische Palais und andere Bauwerke in und um Dresden. Nach dem Tod von Ermisch übernahm Max Zimmermann die Leitung des Zwingerwiederaufbaus. Ermisch wurde nach einer Staatsfeier im Dresdner Hygienemuseum auf dem Dresdner Johannisfriedhof beerdigt.

## Fotografische Darstellung Ermischs
- Li Naewiger: Porträt Hubert Ermisch (um 1950)[5]

## Ehrungen
- 1951 Nationalpreis der DDR
- Ermischstraße im Dresdner Stadtbezirk Altstadt